# Epidapus bispinosulus
Epidapus bispinosulus är en tvåvingeart som beskrevs av Werner Mohrig och Ellen Kauschke 1994. Epidapus bispinosulus ingår i släktet Epidapus och familjen sorgmyggor.
Artens utbredningsområde är Italien. Inga underarter finns listade i Catalogue of Life.